# Řád Ismaíla
Řád Ismaíla (arabsky: نيشان إسماعيل) byl rytířský řád Egyptského království. Založen byl roku 1915. Udílen byl občanům Egypta i cizím státním příslušníkům za mimořádné služby státu.

## Historie a pravidla udílení
Řád byl založen egyptským sultánem Husseinem Kamelem Egyptským dne 14. dubna 1915. Udílen byl za vynikající služby státu občanům Egypta i cizím státním příslušníkům. Pojmenován byl po Kamelovu otci Ismaílu I. Pašovi. Status řádu byl upraven v letech 1922 a 1926. Po pádu monarchie a vzniku republiky přestal být řád roku 1953 egyptským státním vyznamenáním.

## Insignie
Řádový odznak má tvar zlaté modře smaltované pěticípé hvězdy s cípy zakončenými kuličkami. Jednotlivé cípy jsou zdobeny zlatým květinovým motivem. Uprostřed je kulatý zlatě lemovaný medailon. Uprostřed medailonu je na modře smaltovaném pozadí zlatý nápis arabským písmem. Tento střed medailonu je lemován zeleně smaltovaným vavřínovým věncem, který je na pěti místech propleten červeně smaltovanou stuhou. Ke stuze je odznak připojen pomocí přechodového prvku v podobě zlaté královské koruny.
Řádová hvězda se podobá řádovému odznaku, který je v případě hvězdy položen na podklad tvořený paprsky. Velikost hvězdy je větší než řádového odznaku.
Stuha řádu z hedvábného moaré je tmavě modrá se širokými červenými pruhy lemujícími oba okraje.

## Třídy
Řád byl udílen ve čtyřech třídách:
- velkostuha – Počet žijících osob v této třídě byl omezen na 30.
- velkodůstojník – Počet žijících osob v této třídě byl omezen na 75.
- komandér – Počet žijících osob v této třídě byl omezen na 150.
- důstojník – Počet žijících osob v této třídě byl omezen na 300.